# 濁水処理機
濁水処理機（だくすいしょりき）とは、通常工事現場内等で出る工業用排水を通常の排水路に生活排水レベルに適合するようにPH値や水質を変えて流せるようにする機械。
この処理機のシステムは、流入してきた泥を含む水に特殊な粒子を含んだ薬液を混ぜ、粒子が水の中にある不純物を取り込み重くなって沈降する仕組みで、水と不純物(汚泥)をタンク内で分離させる。汚泥は重いのでタンクの下側に溜まっていきそれを吸い込んで粘土化する装置も別に付属するのが通常である。
水質が極端に酸性又はアルカリ性に寄る場合は、付属の調整機（PH処理機）で中和して流す。近年はモルタル材や塗料・潤滑油等が高性能になってきたため複雑な成分が混ざってしまい、単にPH調整だけでは済まなくなってきている。それにより現場内では濁水処理が上手く処理できないケースも出てきている。

## 濁水処理機を製造している企業と製品名称
- JOHNAN株式会社　　ドレントーレ
- 株式会社フクハラ　　ドレンデストロイヤー
- オリオン機械株式会社　　ドレンマスター